# Postures del coit
Les postures del coit o postures sexuals són posicions que es poden adoptar durant la realització de l'acte sexual o d'altres activitats sexuals. Els actes sexuals generalment són descrits per les posicions que els participants adopten per tal de dur-los a terme. Tot i que l'acte sexual generalment comprèn la penetració sexual del cos d'una persona per part de l'altre –o, simplement, l'estimulació directa de l'òrgan sexual–, una posició sexual no necessàriament ha de comprendre la penetració o estimulació directa, sinó que pot ser sense penetració.
Es solen distingir tres categories d'actes sexuals: sexe vaginal, sexe oral i sexe anal. L'acte sexual també pot tenir altres tipus d'estimulació genital, tals com la masturbació, la qual pot comprendre la fricció, l'ús dels dits o l'ús d'un aparell (joguina sexual). Hi ha nombroses posicions sexuals que els participants poden adoptar en qualsevol d'aquests tipus d'actes sexuals.

## Història

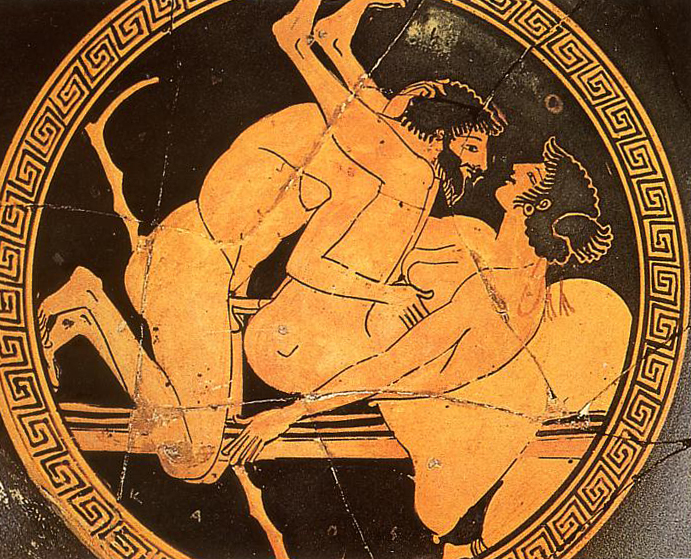
Tondo d'una kílix de ceràmica de figures vermelles de l'Àtica del pintor Tiptolem, ca. 470 aC, museu nacional de Tarquínia.

El text medieval europeu més antic dedicat a les posicions sexuals és Speculum al foder, d'autor anònim, un text en català del segle xv descobert en la dècada de 1970.

## El missioner
És més clàssica i habitual. L'home es col·loca sobre la dona cara a cara i ambdós cossos assoleixen un contacte ple. Permet una penetració profunda, així com un alt nivell d'intimitat. Els amants poden mirar-se, besar-se i explorar-se mútuament amb les mans. L'home és l'element de la parella més actiu i el que porta el ritme i domina els moviments. La dona, en estat més passiu, es limita a encaixar les escomeses del mascle.
Hom creu que el nom d'aquesta postura prové dels missioners cristians, que insistien perquè els seus fidels empressin només aquesta posició durant el coit.
Per als moralistes cristians tradicionals, aquesta és l'única postura natural per a les relacions sexuals. El mateix Sant Pere considerava que les dones calia que fossin sotmeses i els esposos havien d'assumir un paper dominant durant l'acte sexual. Cultures com la Yamana (d'Amèrica del Sud) o la dels indis navajos (Amèrica del Nord) també han considerat aquesta postura com la més idònia i corrent.

## La dona dominant
És la postura en què la dona se situa sobre l'home. Presenta dues modalitats:
- De cara. És molt apta per a l'estimulació de la dona, ja que permet que el penis del mascle accedeixi fàcilment al clítoris femení. La dona assumeix aquí un paper molt actiu i un control gairebé total de la situació. Pot modular amb els seus moviments el grau de penetració i té llibertat per realitzar aquells moviments que li reportin una més gran excitació. Per la seva banda, l'home es pot limitar a mantenir-se ajagut i a gaudir de les sensacions adoptant un paper més passiu.

- D'esquena. La dona s'asseu sobre el penis i d'esquena a la cara del mascle, que pot observar i manipular les seves natges. Si la dona inclina el seu cos cap als peus de l'home, aquest podrà veure el penis entrant i sortint de la vagina. És, per tant, una postura de gran importància per l'excitació que pot arribar a produir gràcies al fet que permet l'observació de les natges i del cos de la dona en moviment. En aquesta modalitat, la posició de l'home adquireix una nota de gran passivitat i submissió, palesada encara més pel fet que la dona no el mira a la cara. D'altra banda, la capacitat de moviment del mascle és extraordinàriament limitada, en haver de suportar sobre el seu abdomen el pes de les natges de la femella.

## El gosset
És la postura en què la dona se situa de quatre grapes recolzada sobre les mans i els genolls i l'home la penetra des del darrere. És especialment recomanable per als homes que tenen dificultats per a mantenir el penis dins la vagina.
Els dos membres de la parella poden alternar el paper actiu/passiu segons que porti la iniciativa dels moviments. L'home té les mans lliures per acariciar les natges, els pits i el clítoris de la dona. És també una postura molt apropiada per l'estimulació del punt G. El penis pot exercir millor la pressió sobre la paret frontal de la vagina.